# Naka, Okayama
Naka (中区 Naka-ku) là quận thuộc thành phố Okayama, tỉnh Okayama, Nhật Bản. Tính đến ngày 1 tháng 10 năm 2020, dân số ước tính của quận là 149.232 người và mật độ dân số là 2.900 người/km2. Tổng diện tích của quận là 51,24 km2.